# De Colonel
De Colonel is een kantoorgebouw in het centrum van de Nederlandse stad Maastricht, gelegen naast het Station Maastricht aan het Stationsplein in het stadsdeel Wyck. Het in 2005 voltooide gebouw van de Duitse architect Hans Kollhoff is gebouwd in postmodernistische stijl met elementen van "nieuw-klassieke architectuur".

## Geschiedenis
Het terrein waarop sinds 2005 De Colonel staat, lag tot 1867 net buiten de gordel van vestingwerken van Maastricht. Het gebied behoorde tot 1920 tot de gemeente Meerssen. In de jaren 1850 en 1860 werden hier diverse spoorlijnen aangelegd, maar de eerste stations van Maastricht lagen een stuk noordelijker dan het huidige. In 1867 werd de vesting Maastricht opgeheven en werden de eerste plannen gemaakt voor de uitleg van de stad. In 1907 vond een kleine grenscorrectie plaats tussen Meerssen en Maastricht, waardoor het spoorwegemplacement en het in aanbouw zijnde station binnen de gemeente Maastricht kwamen te liggen. Door de bouw van het station (1906-1912) verviel de drukke overweg in het verlengde van de Stationsstraat en verplaatste het verkeer zich naar de (al bestaande) overweg tussen Akerstraat en Scharnerweg en, iets verderop, naar een nieuw aangelegde overweg tussen Duitsepoort en Heerderweg.

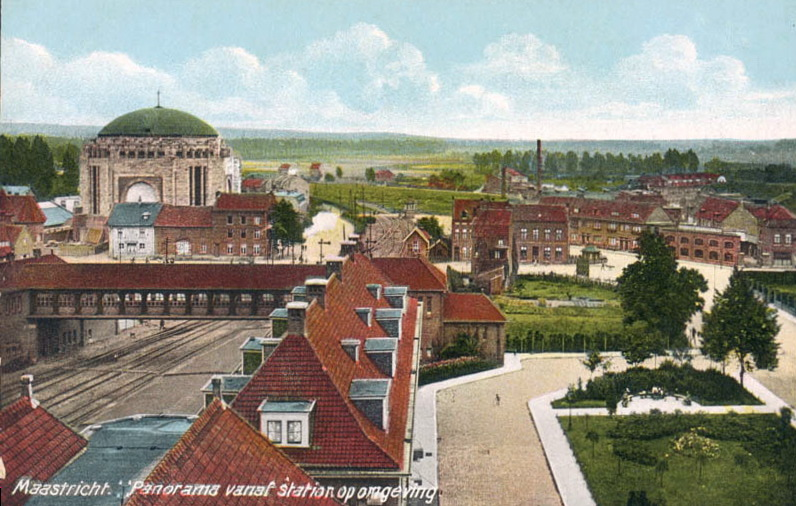
Zuidelijk Stationsplein met perkjes, stationsgebouw, passerelle en Koepelkerk. Ingekleurde ansichtkaart, ca. 1920-25

Het door architect George Willem van Heukelom ontworpen station kreeg een vrij smalle, langgerekte vorm om genoeg ruimte te laten voor een voorplein. Het plein werd aanvankelijk ingericht als parkje. In 1916 werd aan de zuidzijde van het station een voetgangersbrug ("passerelle") gebouwd, in dezelfde stijl als het station. In 1929 werd het perkje in het zuidelijke deel van het Stationsplein vervangen door een streekbusstation. Tussen 1929 en 1938 vertrok vanaf deze plek de stoomtram naar Vaals van de Limburgsche Tramweg-Maatschappij (zie tramlijn Maastricht - Vaals). Midden op het plein stond een functionalistisch wachthuisje van architect Jo Turlings uit 1931. De passerelle werd in 1964 afgebroken, na het gereedkomen van de Scharnertunnel, waar ook een voetgangerstunnel deel van uit maakte. Het entreegebouw van de voetgangerstunnel was strak vormgegeven in beton en glas, van binnen betegeld, maar was geen lang leven beschoren. Het werd gesloopt nadat in 1984 de nog bestaande passerelle aan de achterkant van het station was gebouwd.
Vanaf 1999 werden in opdracht van NS Stations plannen gemaakt voor de al langere tijd leegstaande zuidvleugel van het Maastrichtse stationsgebouw. De plannen werden door het in Maastricht gevestigde vastgoedbedrijf 3W ontwikkeld. Tegelijkertijd lag er de stedenbouwkundige opgave om de stationsomgeving een impuls te geven en te verbinden met de nieuwe 'architectuurwijk' Céramique. Als architect werd de Berlijnse 'sterarchitect' Hans Kollhoff aangezocht, die onder andere op het Amsterdamse KNSM-eiland het veelgeprezen woongebouw Pirraeus had ontworpen en aan de Berlijnse Potsdamer Platz de Kollhoff-Tower. In Maastricht ontwierp Kollhoff een klassiek ogend, langgerekt bouwvolume langs het spoor en een vijftien verdiepingen tellende kantoortoren. Die laatste moest een visuele verbinding leggen zowel met de stationstoren als de Toren van Siza in Céramique. De naam 'De Colonel' verwijst naar de colonnade of zuilengalerij aan het Stationsplein, een van de meest in het oog springende onderdelen van het ontwerp.
Van 2003 tot 2005 was het zuidelijk deel van het Stationsplein één grote bouwplaats door de bouw van De Colonel en een ondergrondse parkeergarage. De bouw verliep zeer voorspoedig. De meeste geveldelen, sommige 14 meter hoog, werden geprefabriceerd aangevoerd en hoefden ter plekke slechts te worden geassembleerd. De kantoortoren vormt sindsdien een markante afsluiting van het plein, hoewel de meningen over het uiterlijk uiteenlopen. De openbare ruimte werd na het gereedkomen van de parkeergarage heringericht in bijpassende stijl. De voornaamste huurder van het kantorencomplex was vanaf het begin parkeerbedrijf Q-Park, dat hier zijn internationale hoofdkantoor vestigde. Andere grotere huurders zijn/waren ING, ARCADIS, 3W en BDO.

## Toekomstplannen

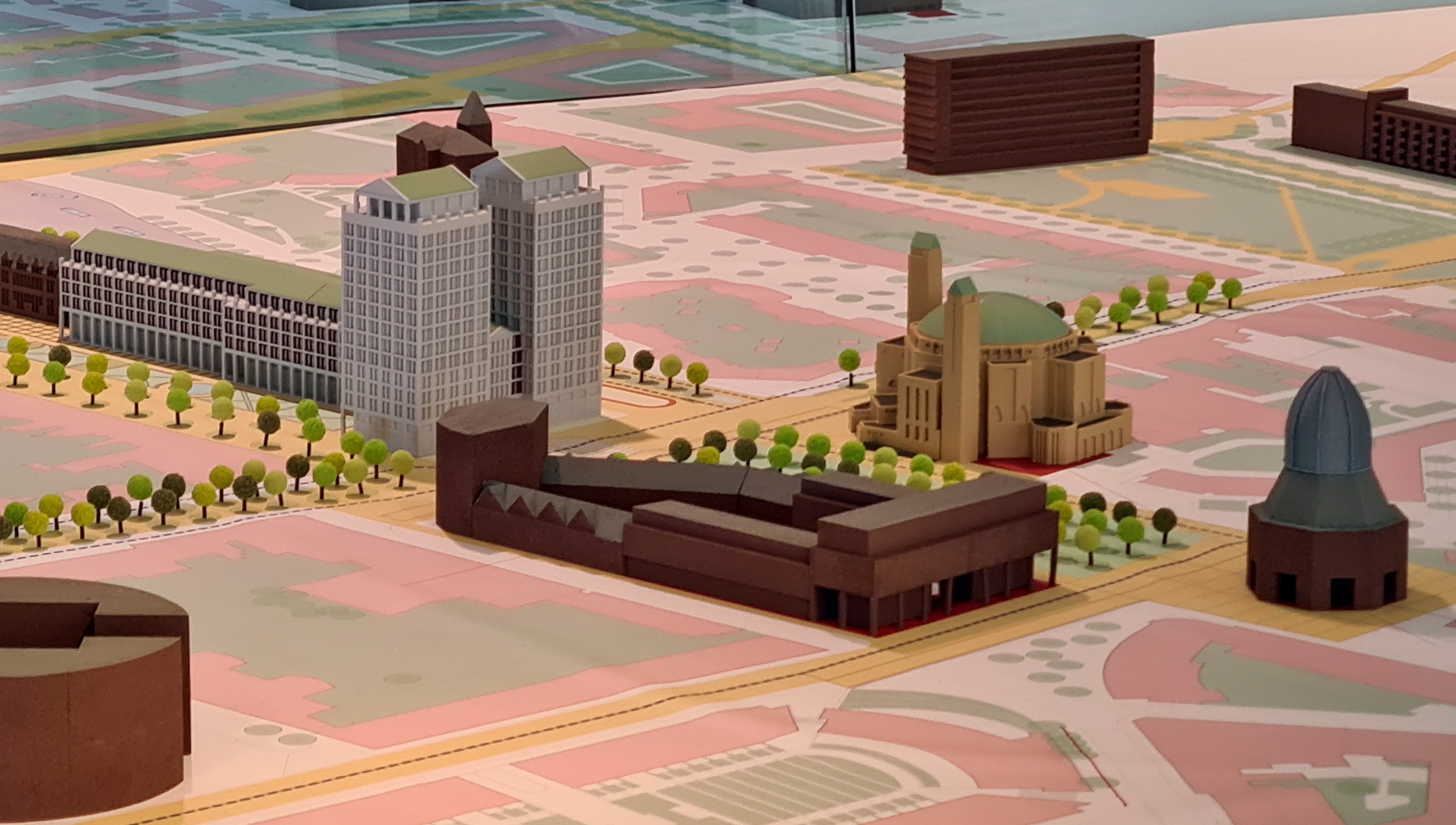
Detail van een maquette van de voorgestelde ondertunnelde spoorzone met o.a. dubbel torenfront van De Colonel

Ten oosten van De Colonel loopt de Spoorlijn 40 Luik - Maastricht. Over de barrière die de spoorwegen in Maastricht vormen, is al veel gepraat. Nog in 2018 liet ProRail weten dat een spoortunnel (zoals in Delft) niet tot de mogelijkheden behoort, vanwege de breedte van het spoorwegemplacement in Maastricht, met name ten noorden van het station. Eind 2021 lanceerde de architect en stedenbouwkundige Jo Coenen, samen met de econoom en oud-rector magnificus van de Universiteit Maastricht Luc Soete, een plan voor de gedeeltelijke ondertunneling van de zuidelijke spoorzone. Het plan, geheel op eigen initiatief en op persoonlijke titel, werd in 2022 gepresenteerd in een expositie in het Centre Céramique. Hoewel het idee aanvankelijk met enige scepsis werd ontvangen, groeide geleidelijk de politieke steun. Eind 2022 vroeg het gemeentebestuur aan ProRail om een haalbaarheidsonderzoek uit te voeren. Een van de meest in het oog springende details in het plan is de toevoeging van een tweede, identieke toren aan De Colonel. De twee torens zullen, als de plannen door gaan, de noordelijke begrenzing vormen van een groen plein, waar nu de spoorwegovergang Duitsepoort ligt.

## Architectuur en gebiedsinrichting

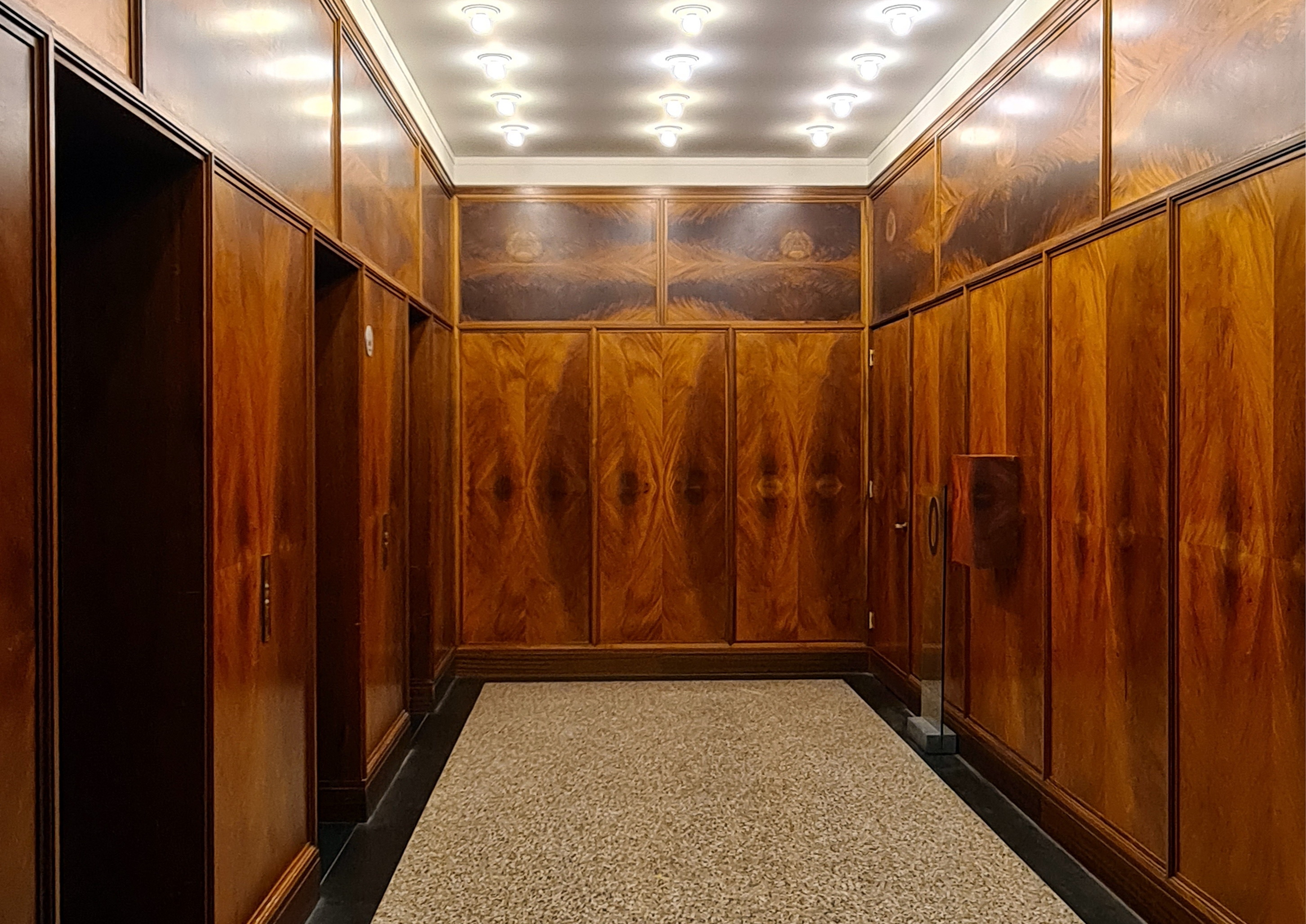
Klassiek afgewerkte lifthal

Het gebouw bestaat uit twee delen: een 56 meter hoge, vierkante kantoortoren en een daarop aansluitend, langgerekt gebouwdeel met een colonnade. De toren is geheel bekleed met grijze Naamse steen; bij de laagbouw is de Naamse steen gecombineerd met rode baksteen. De kozijnen op de begane grond zijn van messing; die op de hogere etages van messingkleurig geanodiseerd aluminium. Alle vensters zijn voorzien van Franse balkonhekjes van antracietkleurig staal met een messing profiel. De daken zijn bekleed met groen koper; een knipoog naar de koperen koepel van de nabije Koepelkerk.
Het interieur is eveneens klassiek uitgevoerd. De ruime entrees en lobby's bevatten terrazzovloeren, natuurstenen en mahoniehouten wandbekleding, messing trapleuningen en liftdeuren, en kristallen kroonluchters. Het totale gebouwencomplex omvat 17.500 m² kantoorruimte, 600 m² businessruimte, 1400 m² winkel- en horecaruimte en 300 parkeerplaatsen.

### Toren
De 56 m hoge kantoortoren bestaat uit een hoofdvolume van veertien bouwlagen, dat aan de bovenzijde wordt afgesloten door een hardstenen balustrade. Daarboven verheft zich een smaller, eenlagig volume met een zadeldak van koper. Vanuit het noorden of zuiden gezien valt de dakopbouw nauwelijks op, doordat deze enigszins terug ligt achter de balustrade. Aan beide zijden bevinden zich dakterrassen. Vanuit het westen en oosten gezien springt de dakopbouw des te meer in het oog, doordat deze tot aan de hoofdgevel doorloopt en door de benadrukking van de dakvorm door middel van een hardstenen fronton. Dit klassieke stijlelement verwijst enerzijds naar de Romeinse geschiedenis van Maastricht en anderzijds naar de vele renaissancistische, barokke en classicistische bouwwerken in de stad, met name aan de overkant van de Maas. Van het hoofdvolume hebben de twee laagste verdiepingen een afwijkende hoogte: de begane grond is hoger, de verdieping daarboven juist lager dan de rest van het gebouw. De daarboven aangebrachte cordonlijst loopt door als kroonlijst van de colonnade. Tussen de vijfde en zesde bouwlaag van de toren bevindt zich een tweede cordonlijst, die zich in de laagbouw aan de westzijde voortzet als daklijst.

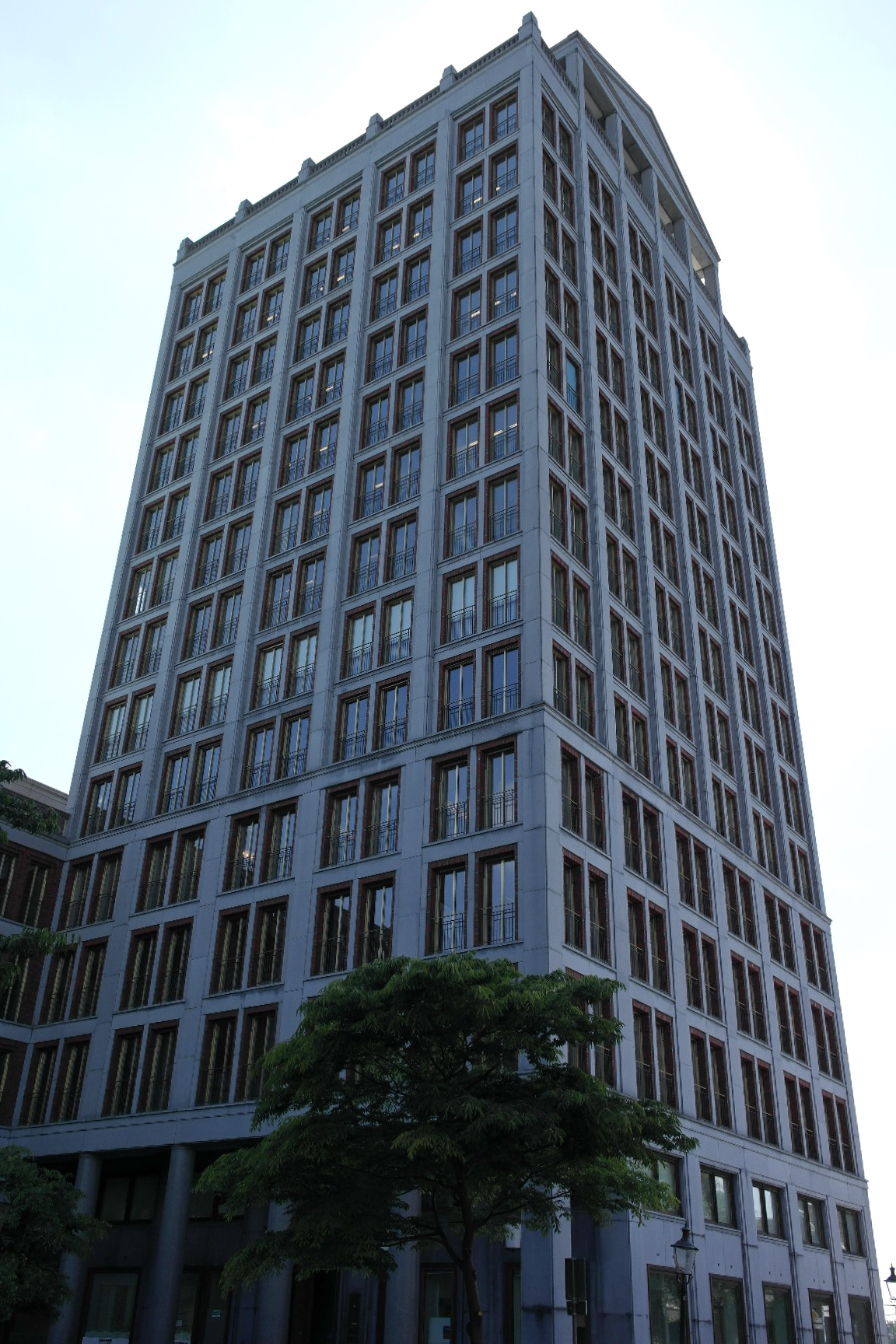
Vanuit het noordwesten
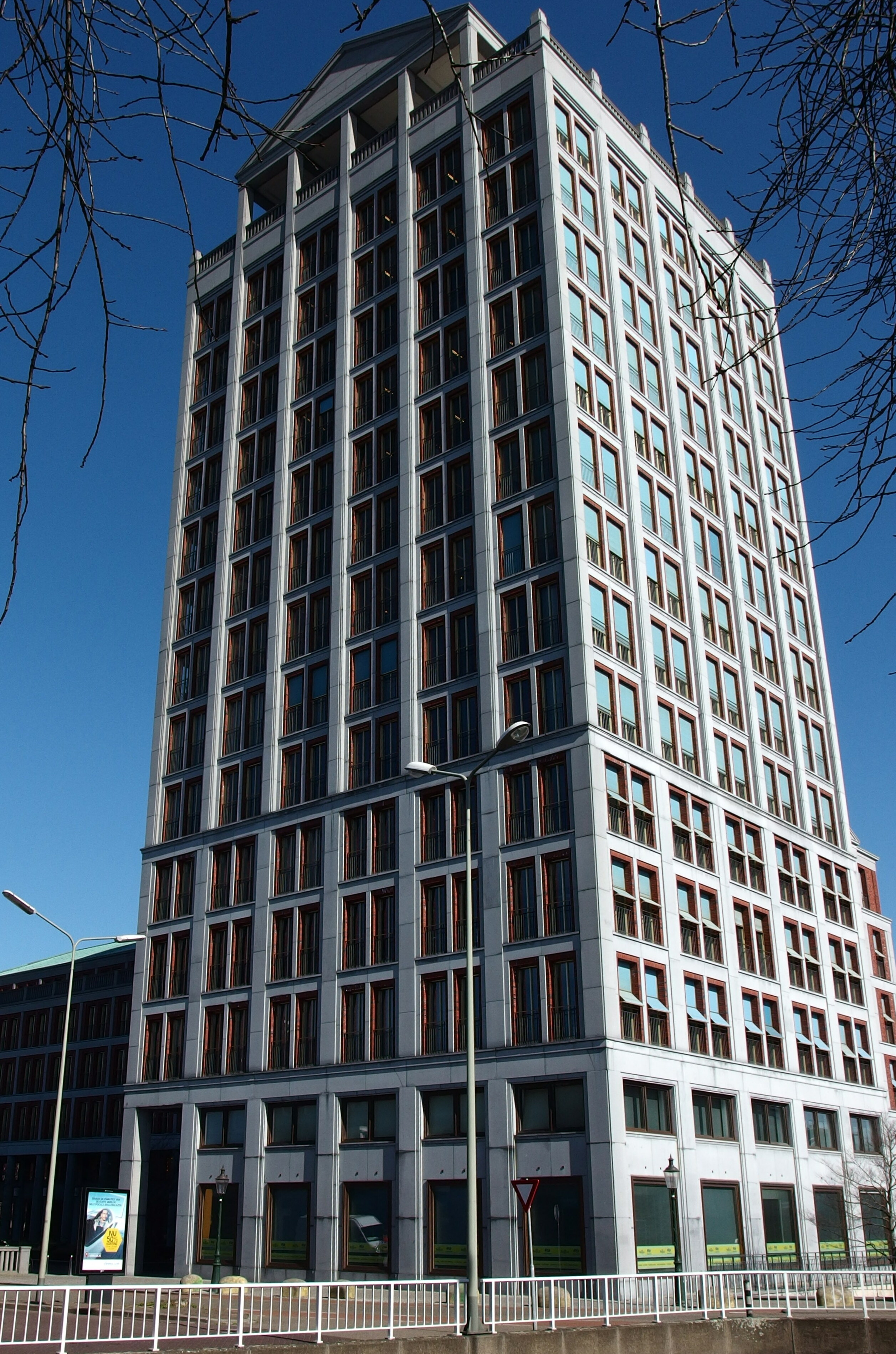
Vanuit het zuidwesten
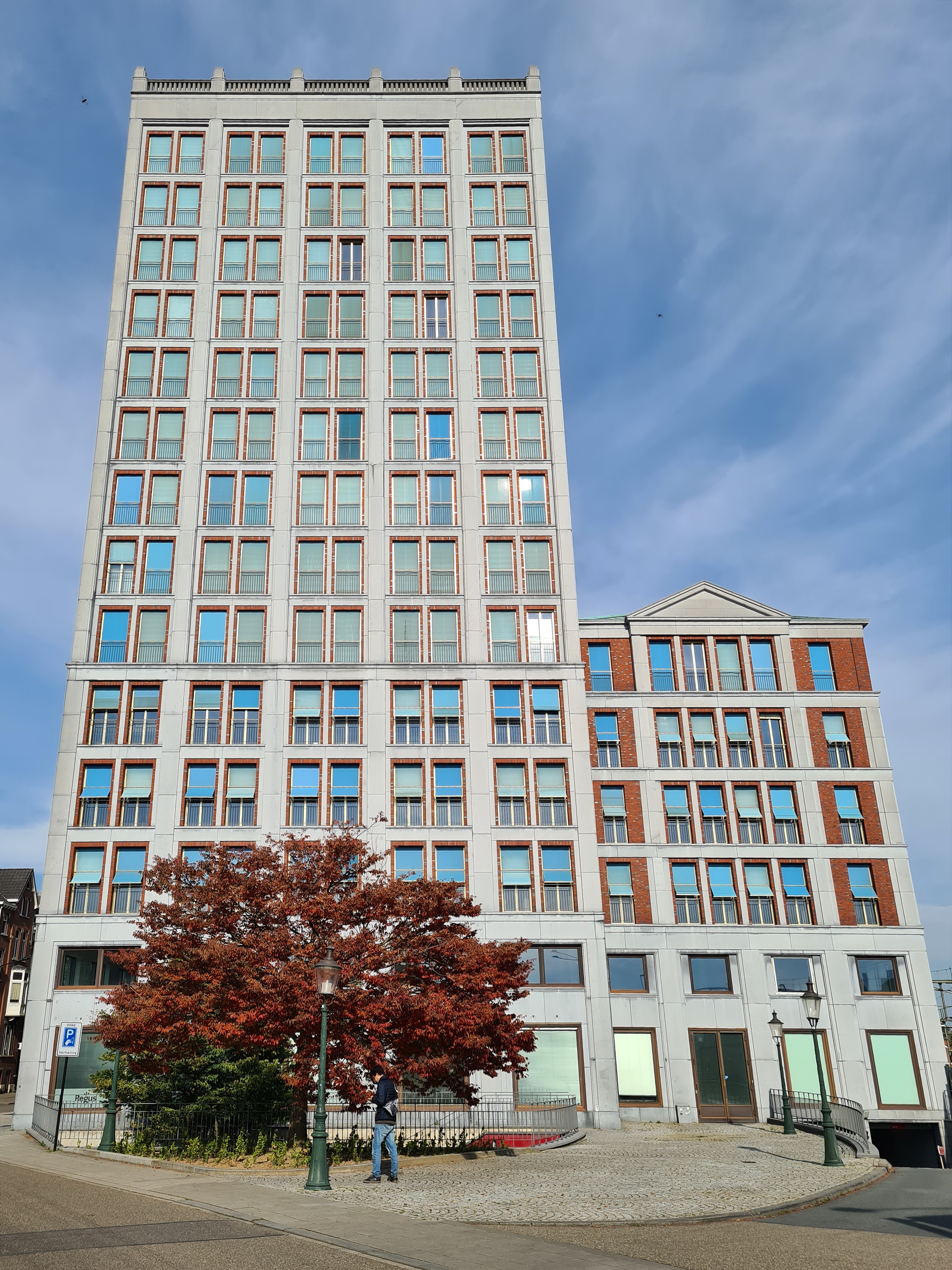
Zuidzijde (met kopgevel laagbouw)
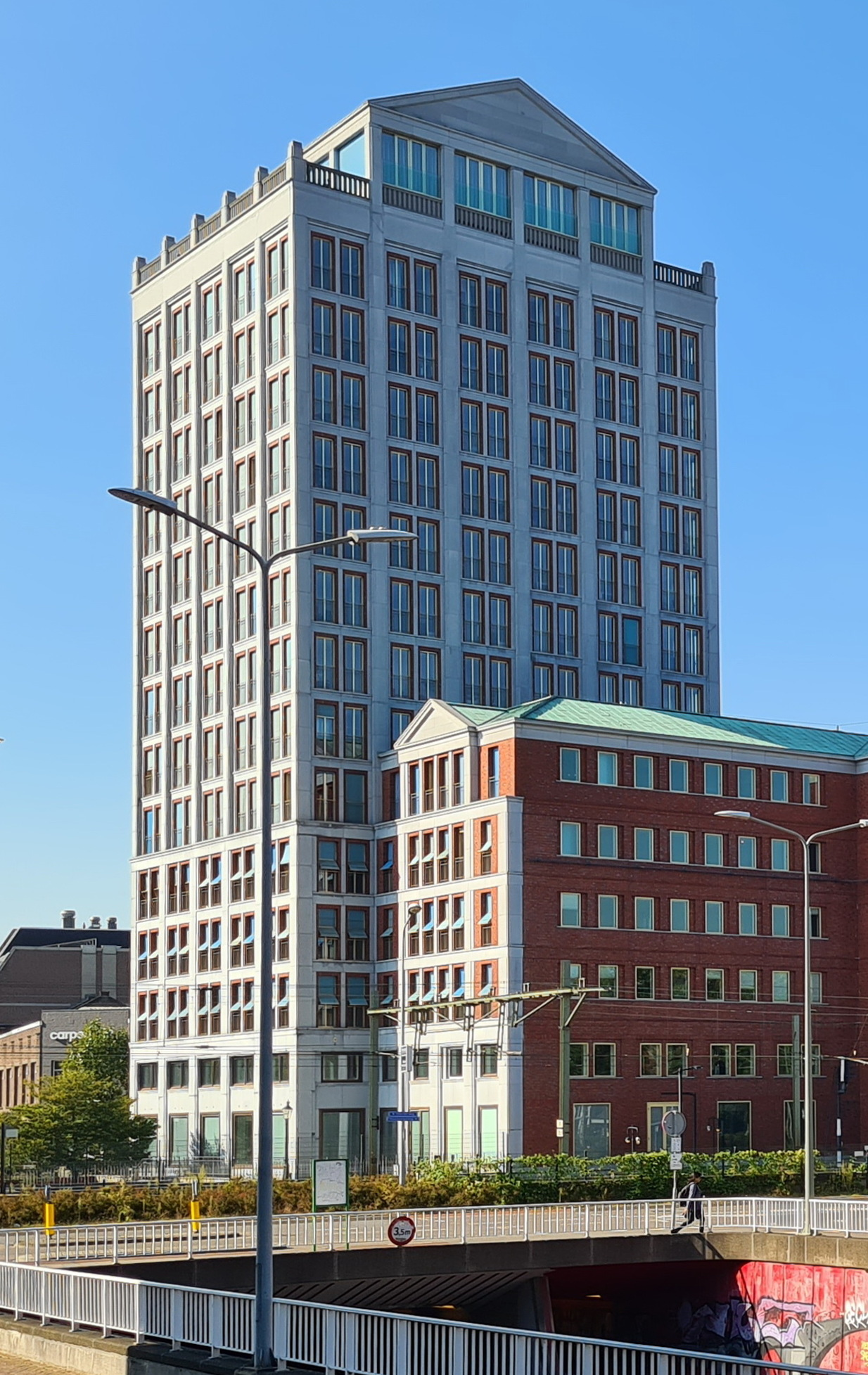
Vanuit het zuidoosten

### Laagbouw
Het laagbouwgedeelte van de Colonel bestaat in feite uit één langgerekt volume, maar lijkt door de verspringende geveldelen en door geledingen in de dakpartij uit meerdere bouwdelen te bestaan. De oostgevel aan de spoorzijde heeft een lengte van circa 150 meter en wijkt naar het zuiden toe driemaal terug. Deze gevel bevat weinig hardstenen elementen, waardoor de rode kleur van de baksteen overheerst. De westgevel, gelegen aan de zijde van het Stationsplein, verspringt eenmaal en 'verdwijnt' daarna achter de kantoortoren. De hierdoor gemarkeerde twee delen aan de pleinzijde hebben elk een aparte entree. Opvallend aan deze zijde is de colonnade, die de onderste twee bouwlagen domineert. De zesde bouwlaag ligt aan deze zijde iets terug achter een hardstenen balustrade en echoot daarmee de situatie aan de noord- en zuidzijde van de toren. De twee kopgevels van de laagbouw zijn op vergelijkbare wijze opgebouwd, maar verschillen in breedte doordat het gebouw zich naar het zuiden toe versmalt. De noordelijke kopgevel bestaat uit negen traveeën, waarvan er zeven de geheel uit hardsteen opgetrokken middenrisaliet vormen, bekroond door een eveneens hardstenen fronton. De buitenste traveeën zijn één verdieping lager, vensterloos en deels van baksteen. De zuidelijke kopgevel is zes traveeën breed, waarvan er vier de middenrisaliet vormen. Ook hier zijn de risaliet en het fronton van natuursteen en de buitenste traveeën, die echter wel vensters bevatten, deels van baksteen.

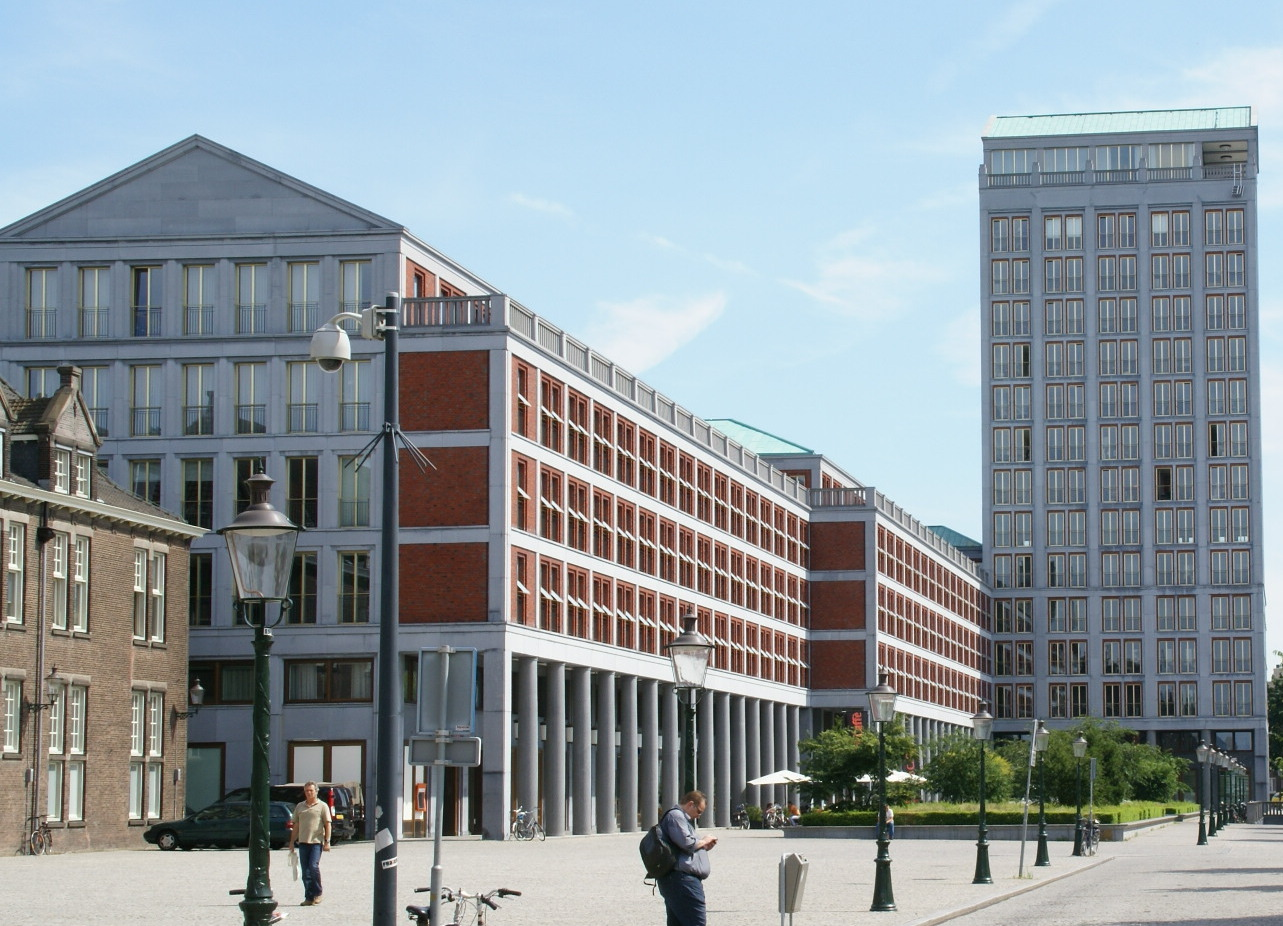
Overzicht laagbouw, noordelijke kopgevel en westgevel
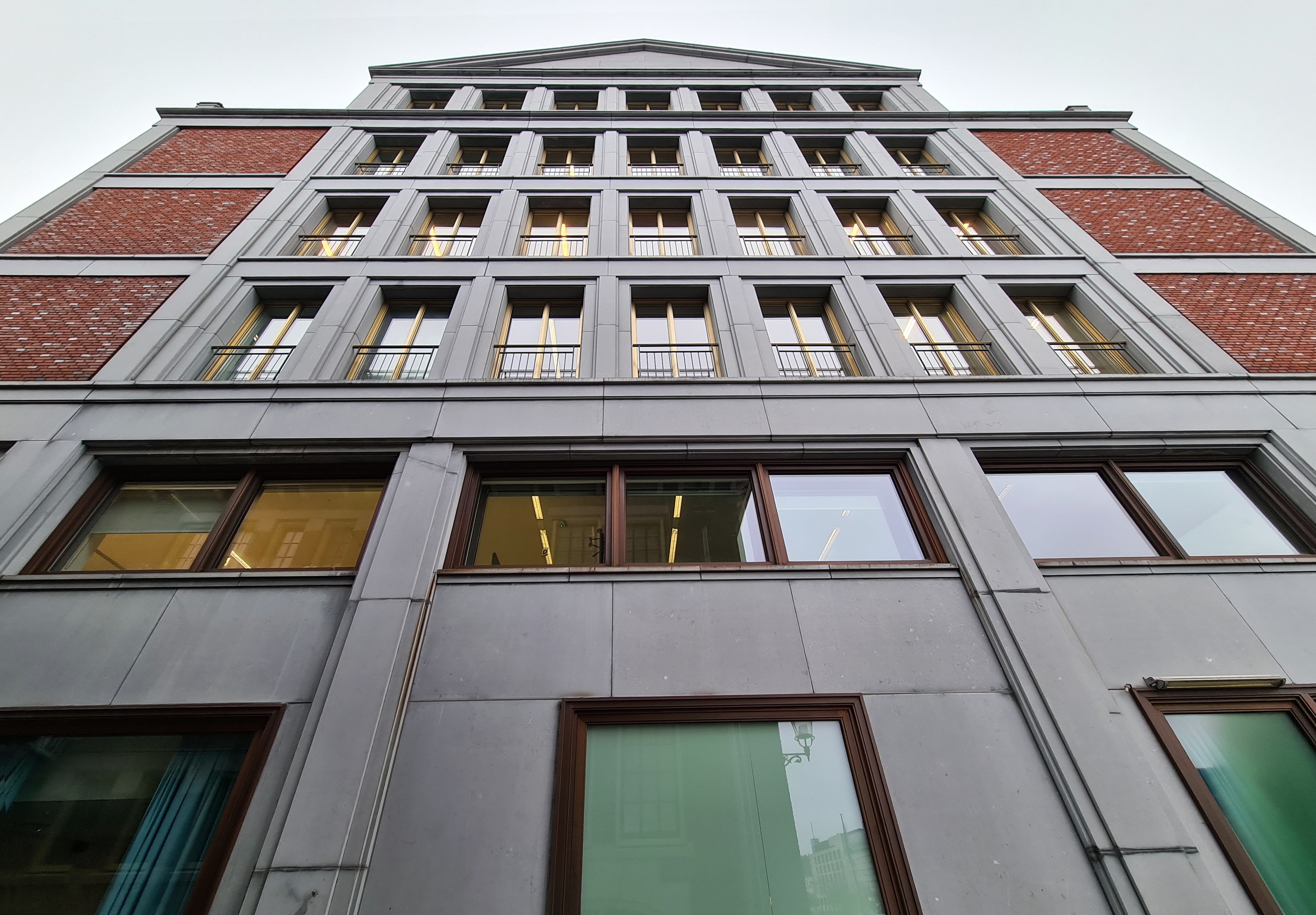
Noordelijke kopgevel met hardstenen middenrisaliet
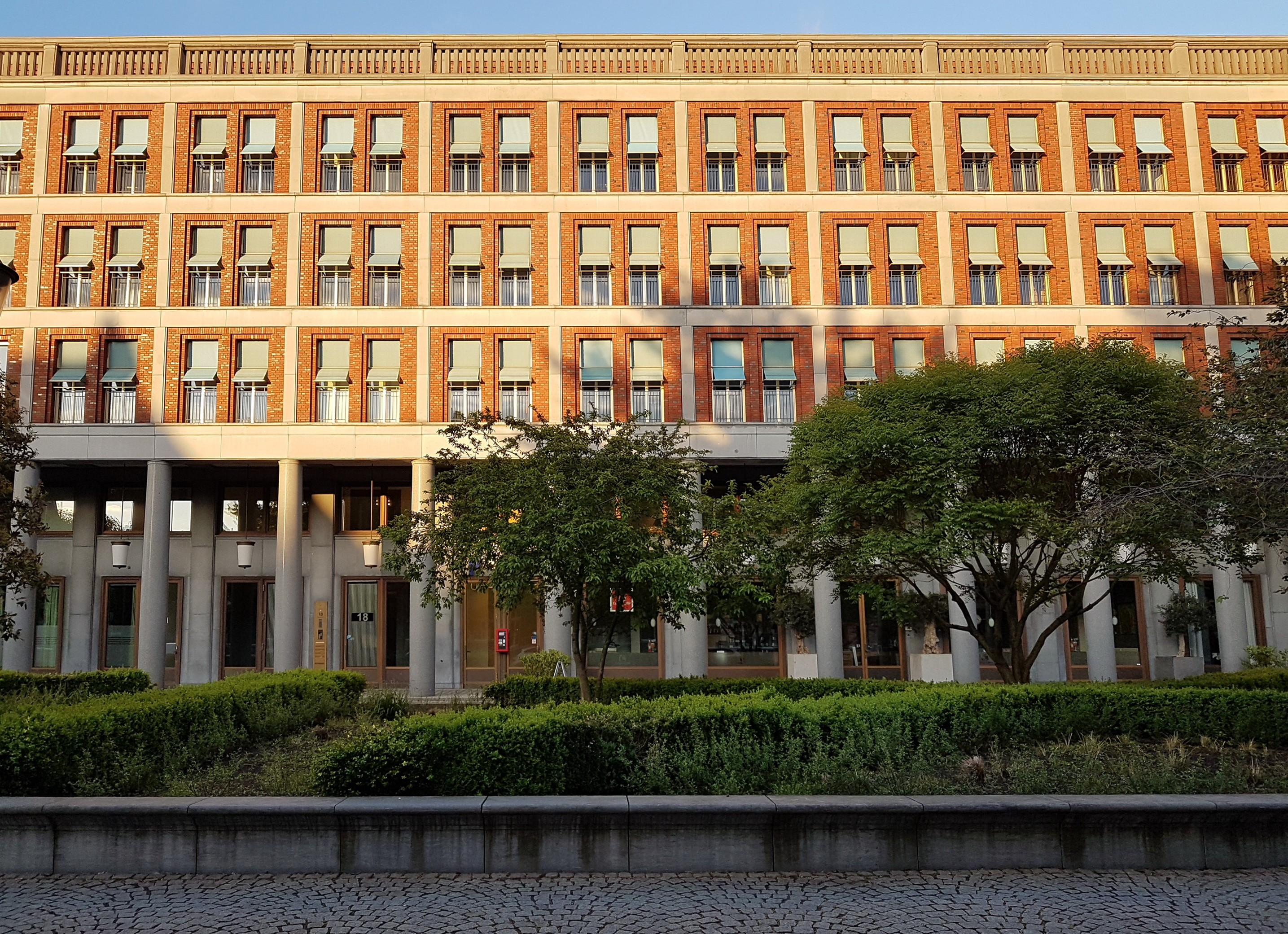
Deel westgevel met colonnade en dakbalustrade
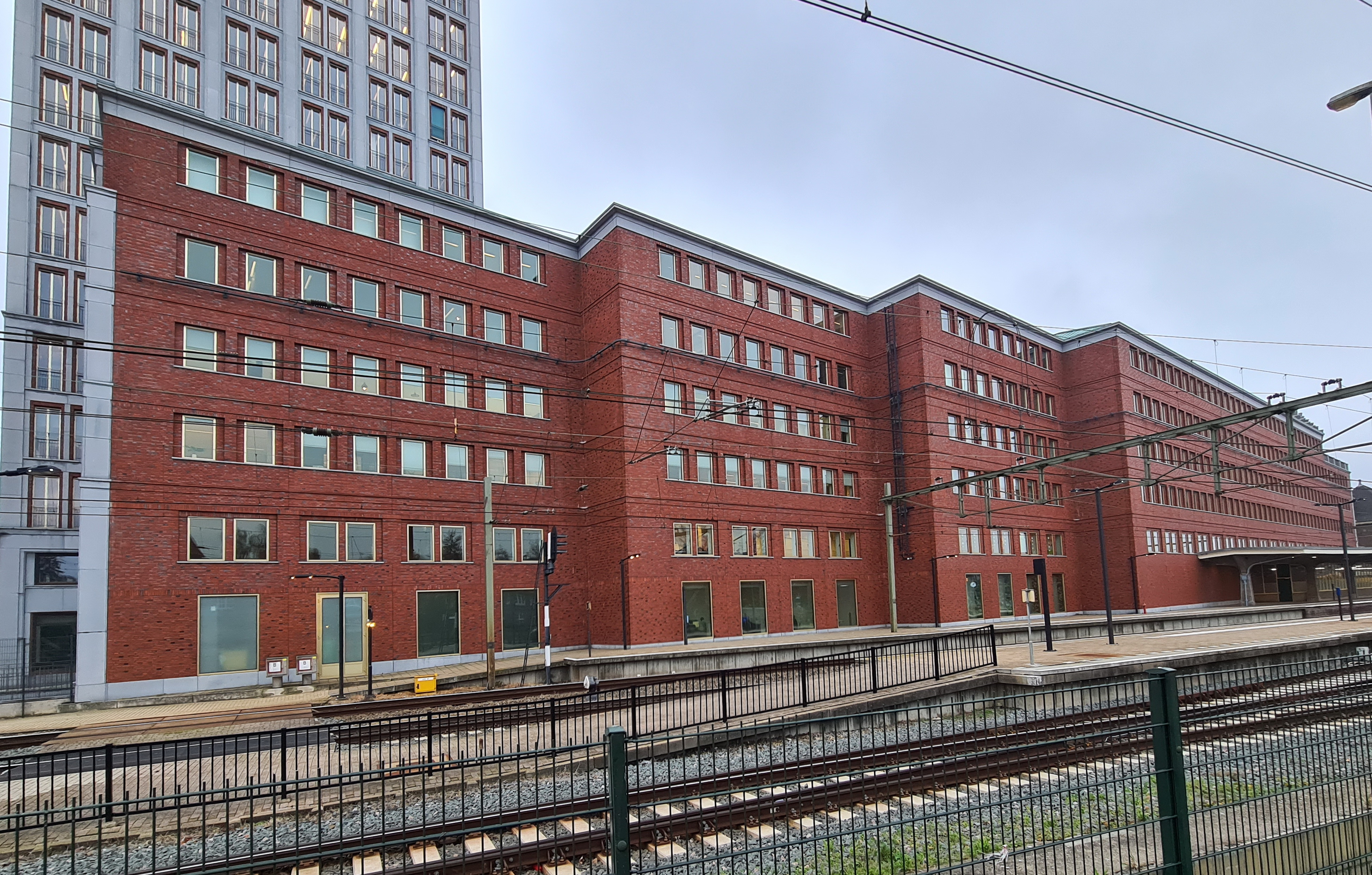
Oostzijde, gezien vanaf de Meerssenerweg

### Colonnade
Het pronkstuk van De Colonel – en tevens naamgever – is de circa 150 m lange colonnade met zijn dertig rijzige zuilen. De zuilengalerij strekt zich uit langs de lengte van de noordgevel van de toren en de westgevel van de laagbouw en rijkt bij beide bouwdelen tot aan de derde bouwlaag. De zeven meter hoge zuilen van kunststeen, samen met de ingelegde tegelvloeren, de messing kozijnen en de gietijzeren hanglampen, geven de colonnade een sfeer van fin-de-siècle grandeur.

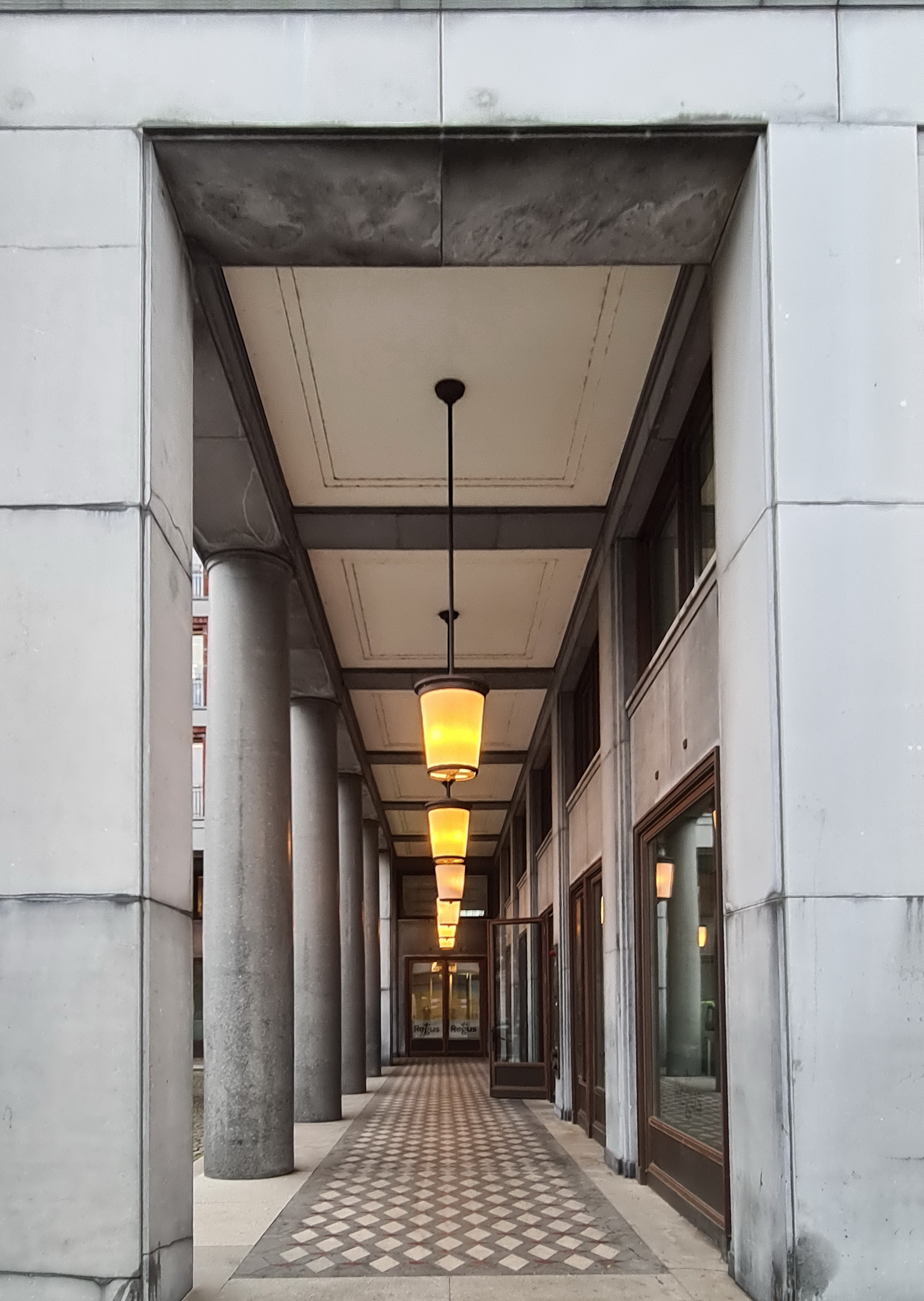
Torencolonnade
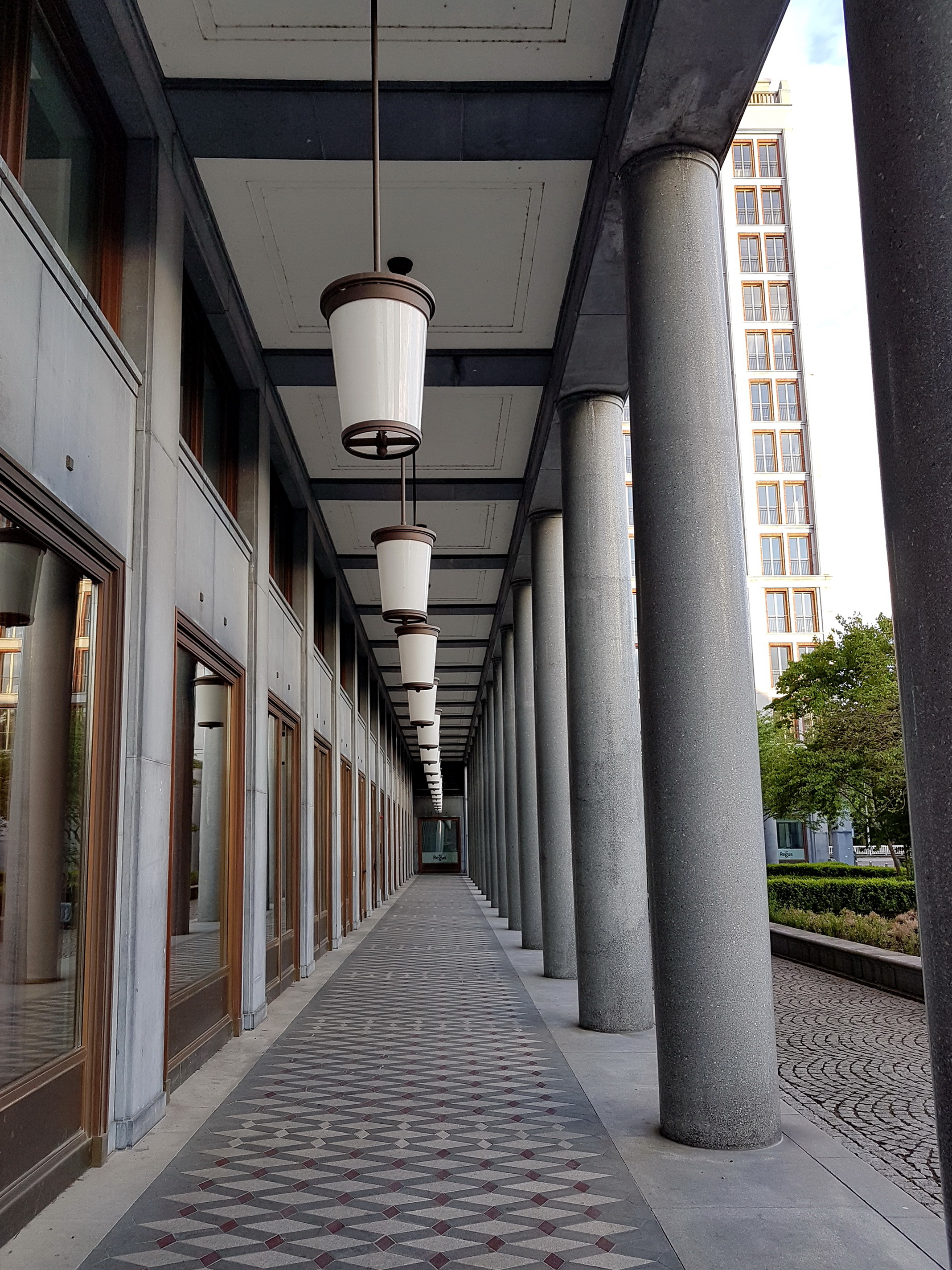
Laagbouwcolonnade
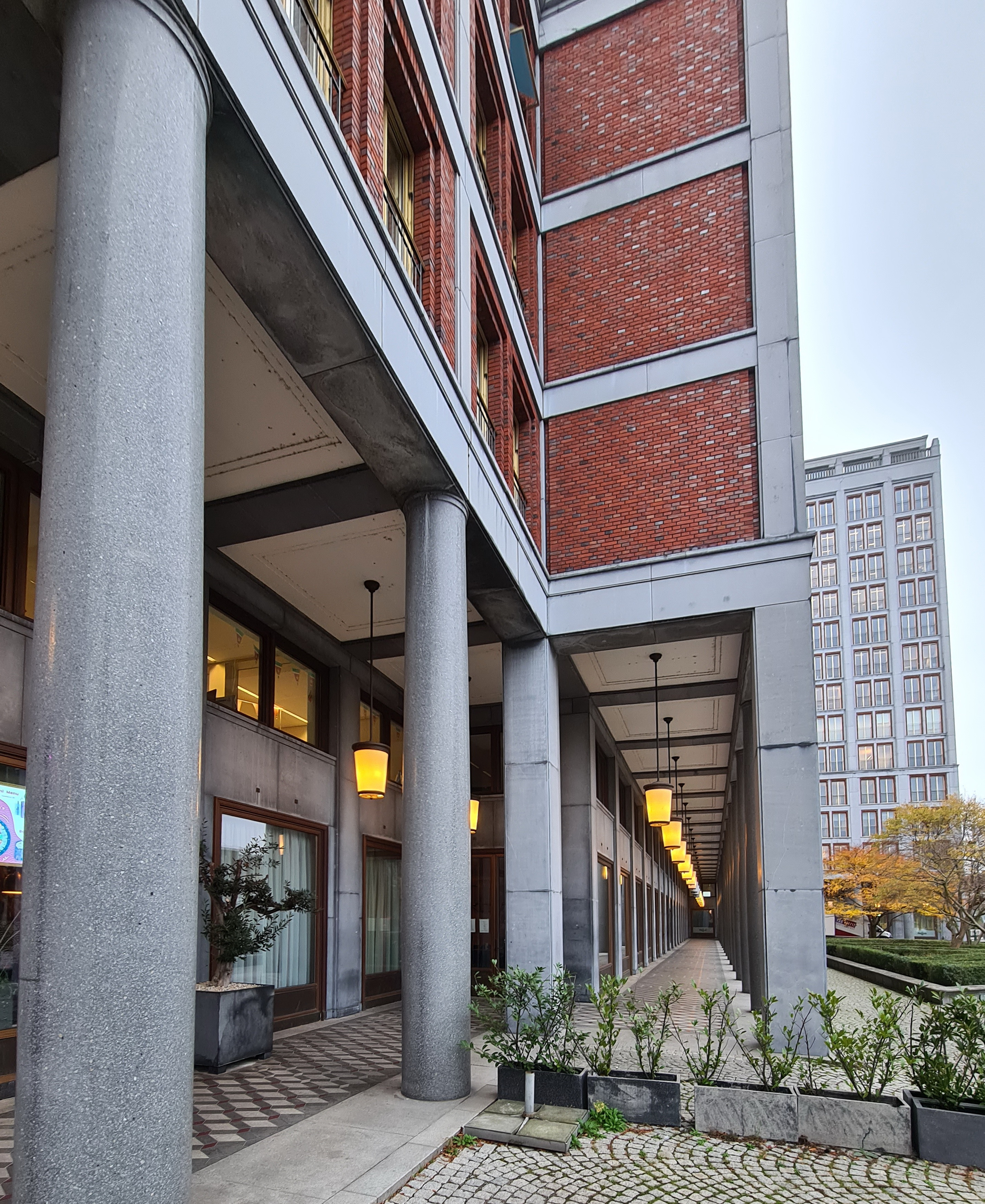
Verspringend deel laagbouw
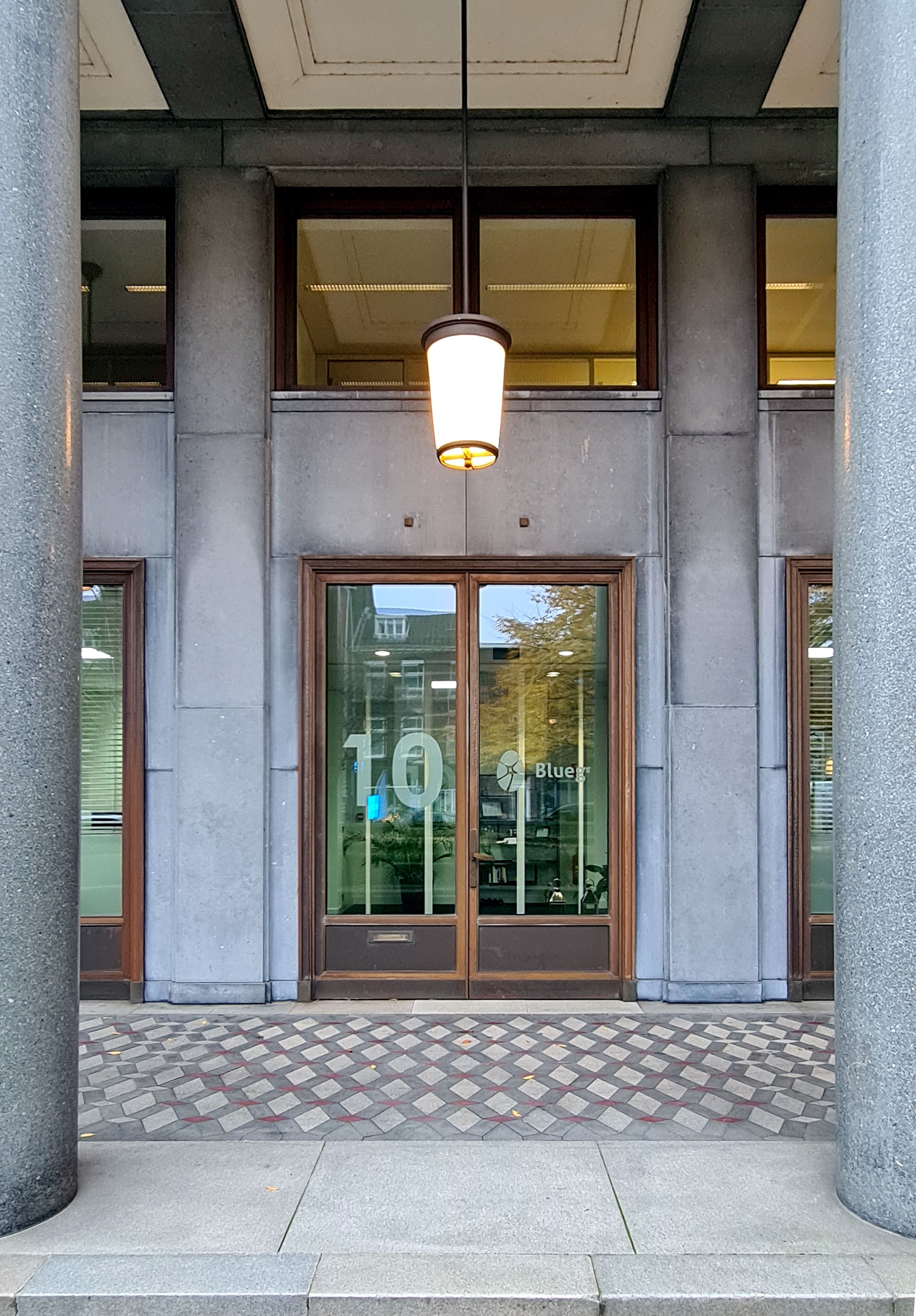
Entree in de laagbouw

### Openbare ruimte
Het zuidelijk deel van het Stationsplein is vormgegeven in overeenstemming met de klassieke uitstraling van De Colonel. Het ontwerp is van de Belgische tuin- en landschapsarchitecten Wirtz International. Het bureau Wirtz ontwierp boven op het dak van de ondergrondse parkeergarage een ronde vijver met een fontein, geflankeerd door twee langgerekte bloemperken. Die laatste hebben aan de zijde van de vijver een concave vorm, waardoor hier een cirkelvormig pad is ontstaan. De perken zijn in Franse stijl aangelegd met geometrisch geplante hagen, bloeiende heesters en enkele laag blijvende boomsoorten. Het plaveisel bestaat uit, typerend voor Maastricht, waaiervormig gelegde kasseien. De hardstenen randen rondom het bassin en de bloemperken doen tevens dienst als zitbanken. Van hetzelfde materiaal zijn de balustrades die de ingang van de fietstunnel markeren. Deze zijn op dezelfde manier vormgegeven als de dakbalustrades van De Colonel. Aan de zuidzijde van de toren ligt tussen de spoorweg en de bocht Akerstraat-Duitsepoort een stedelijke restruimte, die deels is ingericht als plantsoen, deels met kasseien is geplaveid. Hier bevinden zich de in- en uitrit van de openbare parkeergarage en de toegang tot de voetgangerstunnel van de Scharnertunnel.

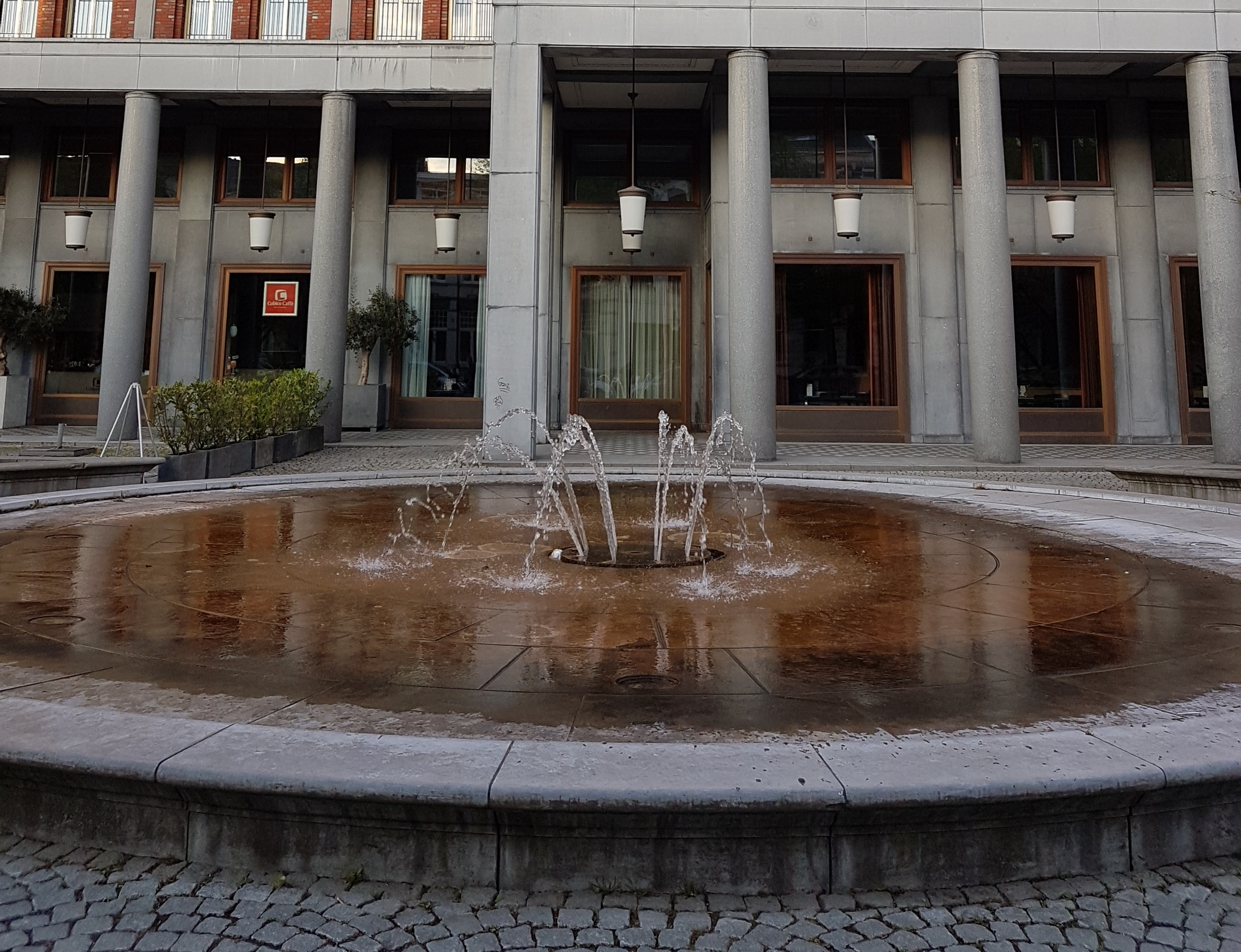
Stationsplein: fontein
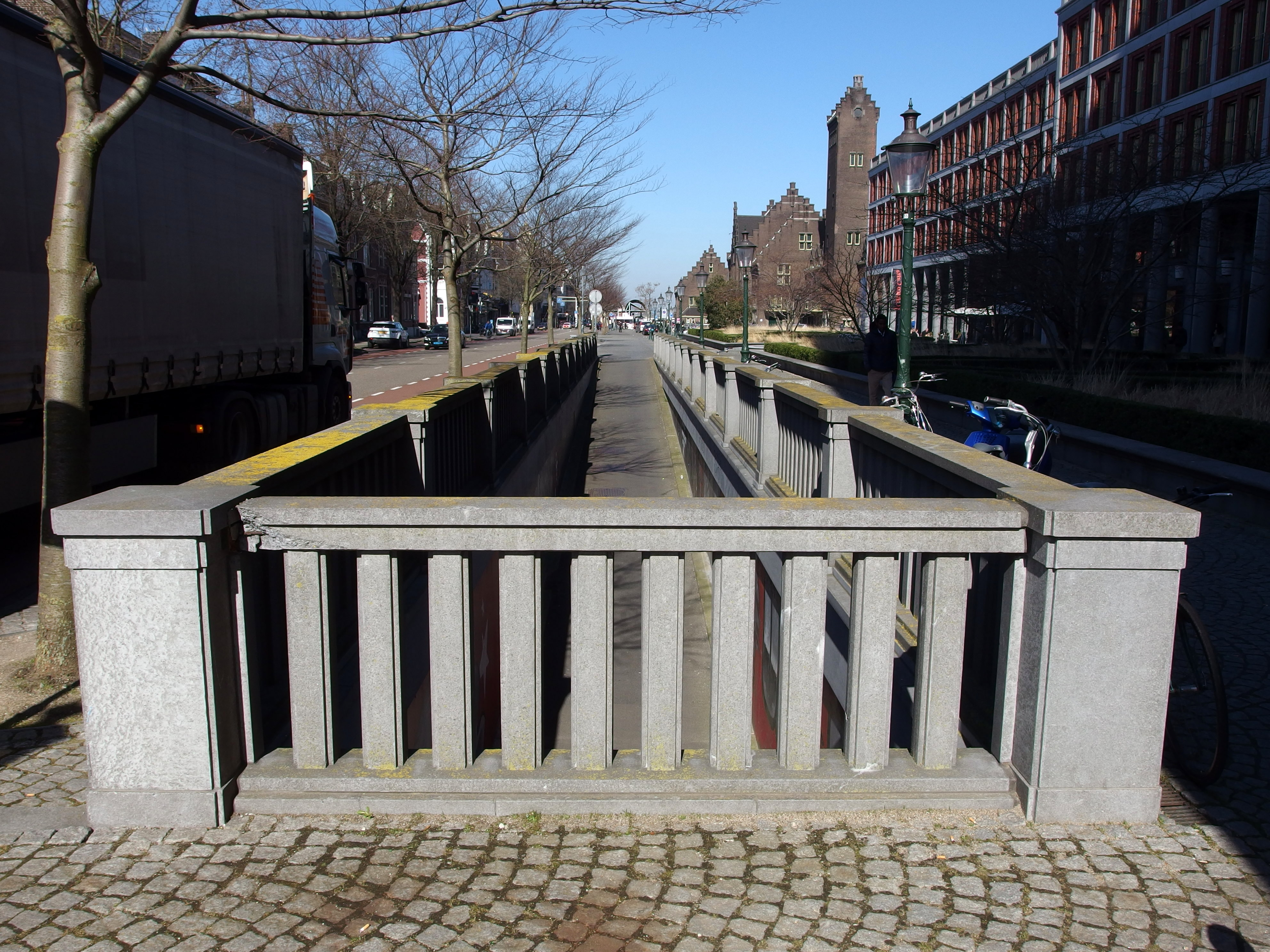
Stationsplein: fietstunnel
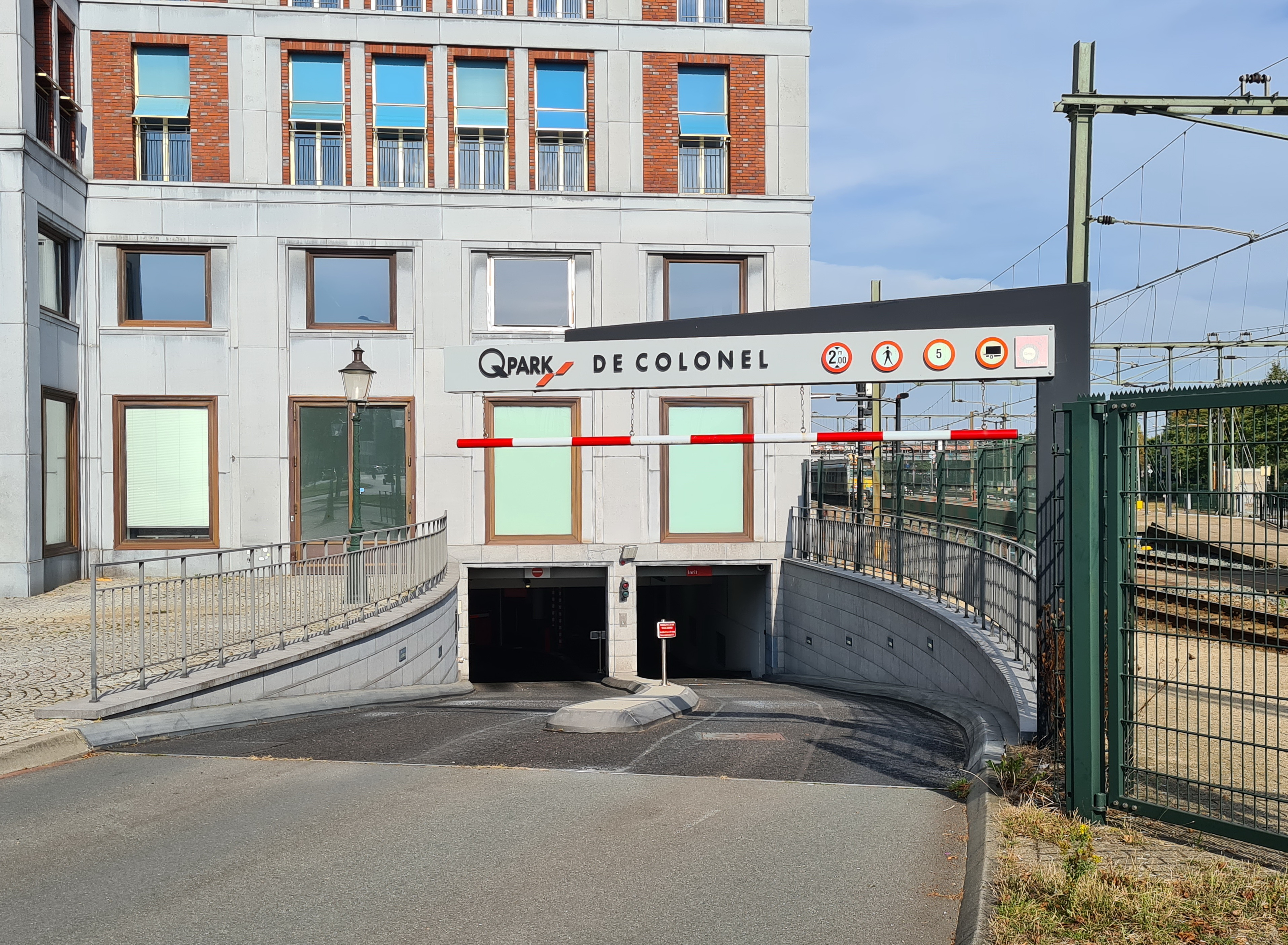
Duitsepoort: parkeergarage
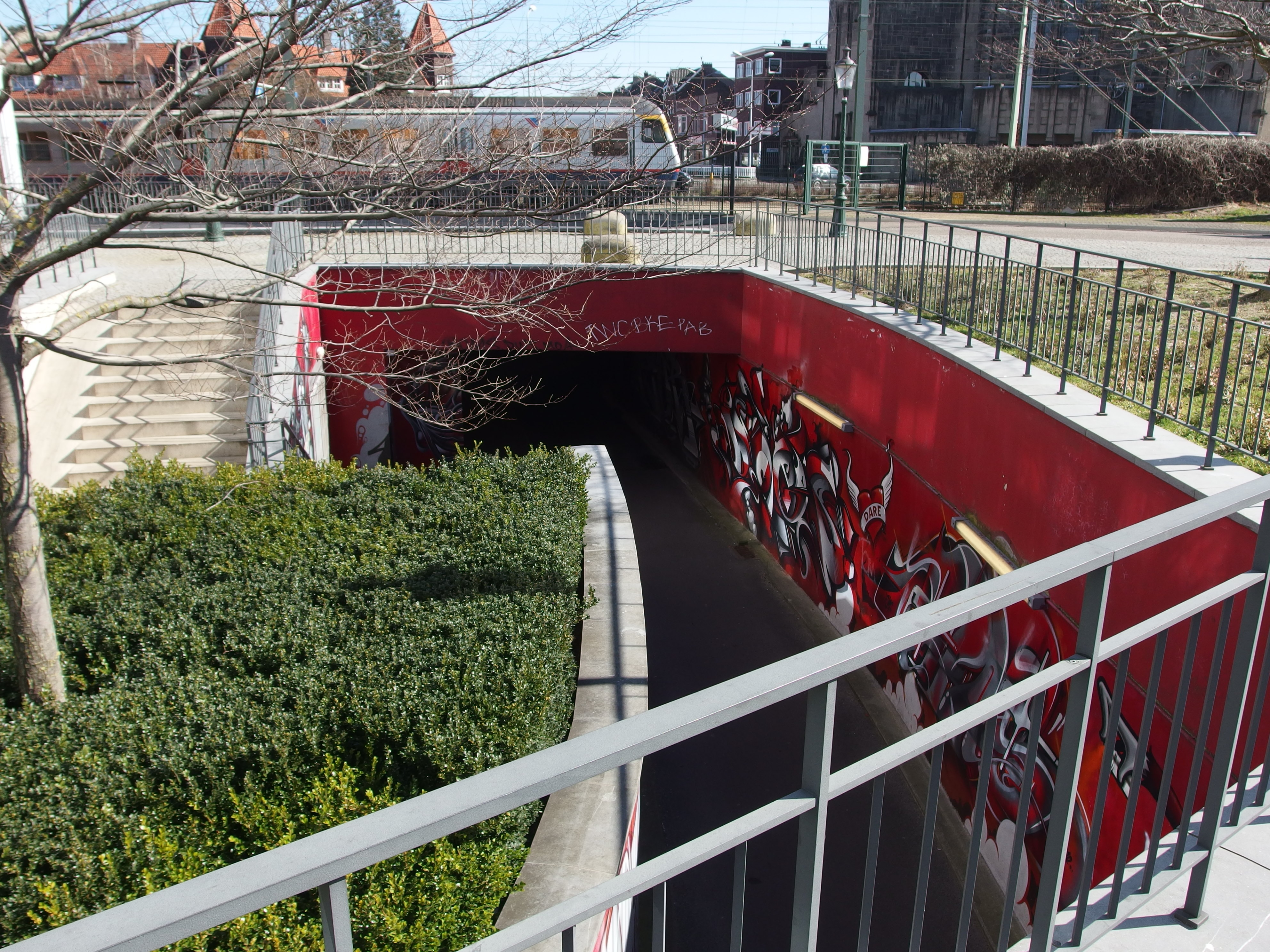
Duitsepoort: voetgangerstunnel

## Varia
- Tijdens en na de kredietcrisis (ca. 2007-2011) stond de leegstand in De Colonel (circa 30-50%) symbool voor de crisis in de kantorenmarkt in Maastricht en Limburg.[10]
- Bij de renovatie en uitbreiding van een restaurant op de begane grond in 2018 bleek het verplaatsen van de bronzen deuren (elk 300 kg) en raamkozijnen (500 kg) de grootste uitdaging. Het probleem werd opgelost met behulp van een glasrobot en een materiaallift.[4]
- In de Utrechtse nieuwbouwwijk Leidsche Rijn bevinden zich drie vrijwel letterlijke kopieën van het laagbouwgedeelte van De Colonel, inclusief colonnades, dakbalustrades en frontons. De omstreeks 2018 opgeleverde gebouwen in Leidsche Rijn Centrum werden ontworpen door het Amsterdamse bureau Kollhoff & Pols, een nevenvestiging van Kollhoff Architekten in Berlijn, hetzelfde bureau dat ook De Colonel had ontworpen.[16]